# Leptolaimus pumilus
Leptolaimus pumilus is een rondwormensoort uit de familie van de Leptolaimidae. De wetenschappelijke naam van de soort is voor het eerst geldig gepubliceerd in 2009 door Gagarin & Thanh.